# 바스티앙 비베스
바스티앙 비베스(Bastien Vives)는 프랑스의 작가 겸 삽화가이다.
1984년 생. 2007년 고블랭 대학 애니메이션 학과를 졸업한 직후, 24세의 나이로 몇몇 친구들과 의기투합하여 만화 아틀리에 망자리Manjari를 설립했다. 유수의 만화 출판사 카스테르만Casterman의 새로운 만화 브랜드인KSTR에 발탁된 바스티앙 비베스는 단 몇 작품만으로 신세대 만화가 중 가장 재능이 반짝이는 작가로 자리매김했다. KSTR에서 5종의 작품을 발간했고, 그중 하나가 다수의 상을 수상한 《염소의 맛Le Gout du chlore》이다. 이 작품은 2009년 앙굴렘 국제만화 페스티벌에서 〈올해의 발견 작가〉상을 수상했고, 2011년 영국 《가디언》 지가 뽑은 〈2011년 7월의 그래픽 노블〉로 선정되었다. 2011년 메르완Merwan과 《제국을 위하여Pour l'Empire》라는 3부작을 썼고, 안느 시몽Anne Simon, 마티유 사팽Mathieu Sapin, 알프레드Alfred와 함께 다르고Dargaud 출판사의 《나폴리 단면Tranches napolitaines》에도 참여했다. 삽화가이기도 한 바스티앙 비베스는 《르몽드》 지에서 일한 바 있고, 주간지 《르푸앙》에도 정기적으로 기고하고 있다. 2010년 라 빌레트 노천 영화제 포스터를 제작했고, 2011년 앙굴렘 국제만화 페스티벌에서 선보일 만화 교재 콩쿠르 포스터를 제작했다. 해외에서 각광받고 있는 바스티앙 비베스의 작품은 이미 한국어와 덴마크어를 비롯한 7개 국어로 번역되었으며 해외에서 3만부 이상 판매되었다. 《폴리나》는 만화작가 최고의 영예인 만화 비평가협회 대상(2011년 12월 5일), 2011년 만화 전문 서점상, 《르푸앙》 선정 2011년 올해의 책 20선, 《르푸앙》 만화상 최종 후보, RTL 방송 문학상 최종 후보, 2012년 앙굴렘 국제만화 페스티벌 최우수 앨범상 후보에 올랐다. 젊은 거장의 등장을 알린 수작이다. 《염소의 맛》으로 2009년 앙굴렘 세계 만화 페스티벌 〈올해의 발견 작가〉상을 수상하였다.

## 작품 목록
- 《그녀(들)》(2009)
  - 박정연 옮김| 팝툰
- 《염소의 맛》(2010)
  - 그레고리 림펜스, 이혜정 옮김| 미메시스
- 《사랑은 혈투》(2011)
  - 그레고리 림펜스, 이혜정 옮김| 미메시스
- 《폴리나》(2011)
  - 임순정 옮김| 미메시스
- 《로또 맞은 여대생》(2013)
  - 바스티앙 비베스 외 |김희정 옮김| 미메시스
- 《수상한 친구들》(2013)
  - 바스티앙 비베스 외 |김희정 옮김| 미메시스
- 《들통 날 거짓말》(2013)
  - 바스티앙 비베스 외 |김희정 옮김| 미메시스
- 《내 눈 안의 너》(2013)
  - 그레고리 림펜스 옮김| 미메시스
- 《바스티앙 비베스 블로그》(2013)
  - 김희정 옮김| 미메시스